# Et la lutte continue

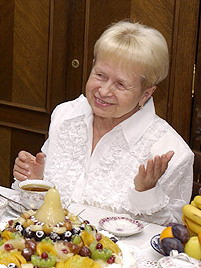
Alexandra Pakhmoutova

Et la lutte continue (И вновь продолжается бой) est une chanson soviétique composée en 1974 par Alexandra Pakhmoutova, sur des paroles de son époux Nicolas Dobronrarov. Cette chanson optimiste est dédiée à la Révolution d'octobre ainsi qu'à Lénine.
Ses interprètes les plus connus sont Yossif Kobzon et Lev Lechtchenko, lequel l'a chantée pour la finale de la Chanson de l'Année en 1975. La chanson a été reprise depuis par un certain nombre d'artistes.

## Paroles
Ciel du matin
Dans la vie, le premier pas est important.
Écoutez: survolez le pays
Vents d'attaques féroces!
Refrain:
Et la lutte continue encore,
Et le cœur est inquiet dans la poitrine.
Et Lénine est si jeune
Et jeune - Octobre à venir!
Le message vole à toutes les fins:
Crois-nous, pères,
Il y aura de nouvelles victoires,
Il y aura de nouveaux combattants!
(Refrain)
Du ciel de la miséricorde n'attendez pas!
La vie pour la vérité n'est pas épargnée.
Pour nous les gars dans cette vie
Seulement avec la vérité sur le chemin!
(Refrain)
Dans le monde - chaleur et neige
Le monde est à la fois pauvre et riche
Avec nous, la jeunesse de la planète entière -
Notre équipe de construction mondiale! 